# День без покупок
День без покупок (англ. Buy Nothing Day), також Міжнародний день без покупок — день, що припадає в Європі на останню суботу листопада, а в США — на п'ятницю після Дня подяки, встановлений на знак протесту проти непотрібних покупок і надмірного споживання товарів у розвинених країнах світу.
Його відзначають, утримуючись від будь-яких покупок. Замість цього пропонується відвідувати культурні заходи, проводити час із сім'єю або бути активними, щоб зміцнити соціальні зв'язки. День «Нічого не купуй» був започаткований на початку 1990-х (ймовірно, 1992 року) у США. Він є одним із проявів поширеної останнім часом альтерглобалістської діяльності.